# Puntkomma
Een puntkomma of een kommapunt is een leesteken dat bestaat uit een punt en een komma onder elkaar. Omdat de puntkomma midden in een zin wordt geschreven, komt er nooit een hoofdletter achter, tenzij er een eigennaam op het leesteken volgt. Volgens schrijfadviseur Jan Renkema is de puntkomma het lastigste leesteken, omdat het onderscheid met de komma enerzijds en de punt anderzijds heel klein is, terwijl bovendien verwarring met de dubbele punt mogelijk is.
De informatie aan weerszijden wordt door het gebruik van de puntkomma sterk met elkaar verbonden, veel sterker dan wanneer er een punt gebruikt zou zijn. Bij gebruik van een komma is het verband tussen de twee zinsdelen nog sterker. Als er in een zin twee keer de combinatie onderwerp/vervoegd werkwoord/lijdend voorwerp voorkomt en deze twee zinsdelen duidelijk in elkaars verlengde liggen of zonder elkaar weinigzeggend zijn dan kan, om de leesbaarheid te vergroten, een puntkomma gebruikt worden. Dit is slechts een richtlijn en helpt zowel om een verschil tussen de twee delen aan te geven als om de delen bij elkaar te betrekken.
Het door sommigen ervaren nadeel van veelvuldig gebruik van de puntkomma is dat een tekst erg drammerig over zou kunnen komen; een voordeel is dat door gematigd gebruik ervan een tekst wat meer gaat leven en eventuele kilheid zou verliezen.
Voorbeelden
- We hebben een mooie zomer gehad; vooral augustus was heerlijk zonnig.
- Iedereen is welkom op mijn verjaardag; ik hoop echter dat mijn neef Piet wegblijft.
- Jacob was alleen; zijn vrouw had hem verlaten.
- Jacob was alleen; Arianne had hem verlaten. (Hier dus wel een hoofdletter, omdat Arianne een eigennaam is.)

De puntkomma wordt ook gebruikt in opsommingen, waarbij de leden bestaan uit meer dan een paar woorden of zelf komma's bevatten. Bijvoorbeeld: 
- Er is op elk terrein wel een Grote Drie: Hermans, Reve, Mulisch; Hermans, Sonneveld, Kan; Bach, Mozart, Beethoven.

Bij volledige zinnen eindigen deze op een punt. Opsommingen waarbij de leden bestaan uit enkele woorden krijgen geen puntkomma.
Voorbeeld
Hierbij konden we ervoor kiezen: 
- mee te doen aan het schaaktoernooi;
- een fietstocht te maken;
- koekjes te bakken;
- liedjes te zingen.

De puntkomma heeft ASCII-teken 59, of 0x003B.

## Programmeertalen
In veel computertalen wordt de puntkomma (;) gebruikt om het einde van een statement aan te geven (C, Java, PHP, Actionscript) of om twee statements van elkaar te scheiden (Algol, Pascal). In veel assembleertalen scheidt de puntkomma de instructie van het commentaar.

## Emoticons
De puntkomma heeft veel populariteit gewonnen dankzij het gebruik van emoticons (smileys).
Hierbij wordt de puntkomma in combinatie met een ) vaak gebruikt om een knipogende smiley aan te geven.